# Flandern Rundt 2008
Flandern Rundt 2008 var den 92. udgave af løbet og blev kørt den 6. april 2008. Løbet blev vundet af belgieren Stijn Devolder fra Quick Step-holdet i vindertiden 6 timer, 24 minutter og 2 sekunder. Nr. 2 blev Devolders landsmand Nick Nuyens fra Cofidis-holdet.

## Resultat
06-04-2008
|    | Rytter              | Hold           | Tid     | UCI ProTour point |
| -- | ------------------- | -------------- | ------- | ----------------- |
| 1  | Stijn Devolder      | Quick Step     | 6:24.02 | 50                |
| 2  | Nick Nuyens         | Cofidis        | + 15    | 40                |
| 3  | Juan Antonio Flecha | Rabobank       | s.t.    | 35                |
| 4  | Alessandro Ballan   | Lampre         | + 21    | 30                |
| 5  | George Hincapie     | Team High Road | s.t.    | 25                |
| 6  | Filippo Pozzato     | Liquigas       | s.t.    | 20                |
| 7  | Kurt-Asle Arvesen   | Team CSC       | s.t.    | 15                |
| 8  | Greg Van Avermaet   | Silence-Lotto  | s.t.    | 10                |
| 9  | Simon Spilak        | Lampre         | s.t.    | 5                 |
| 10 | Allan Johansen      | Team CSC       | s.t.    | 2                 |